# Сохновка (Абайская область)
Сохновка (каз. Сохновка) — село в Бородулихинском районе Абайской области Казахстана. Входит в состав Таврического сельского округа. Код КАТО — 633885400.

## Население
В 1999 году население села составляло 349 человек (167 мужчин и 182 женщины). По данным переписи 2009 года, в селе проживали 294 человека (139 мужчин и 155 женщин).